# Pontruet
Pontruet és un municipi francès situat al departament de l'Aisne i a la regió dels Alts de França. L'any 2007 tenia 335 habitants.

## Demografia

### Població
El 2007 la població de fet de Pontruet era de 335 persones. Hi havia 120 famílies de les quals 12 eren unipersonals (8 homes vivint sols i 4 dones vivint soles), 36 parelles sense fills, 60 parelles amb fills i 12 famílies monoparentals amb fills.
La població ha evolucionat segons el següent gràfic:
Habitants censats

### Habitatges
El 2007 hi havia 124 habitatges, 121 eren l'habitatge principal de la família, 2 eren segones residències i 1 estava desocupat. Tots els 124 habitatges eren cases. Dels 121 habitatges principals, 110 estaven ocupats pels seus propietaris, 10 estaven llogats i ocupats pels llogaters i 1 estava cedit a títol gratuït; 1 tenia dues cambres, 9 en tenien tres, 22 en tenien quatre i 89 en tenien cinc o més. 108 habitatges disposaven pel capbaix d'una plaça de pàrquing. A 45 habitatges hi havia un automòbil i a 72 n'hi havia dos o més.

### Piràmide de població
La piràmide de població per edats i sexe el 2009 era:
| Homes | Edats   | Dones |
| ----- | ------- | ----- |
| 0     | 95 o +  | 0     |
| 0     | 90 a 94 | 0     |
| 0     | 85 a 89 | 4     |
| 4     | 80 a 84 | 4     |
| 4     | 75 a 79 | 4     |
| 4     | 70 a 74 | 0     |
| 4     | 65 a 69 | 0     |
| 4     | 60 a 64 | 4     |
| 8     | 55 a 59 | 12    |
| 8     | 50 a 54 | 8     |
| 4     | 45 a 49 | 12    |
| 20    | 40 a 44 | 20    |
| 12    | 35 a 39 | 12    |
| 20    | 30 a 34 | 20    |
| 8     | 25 a 29 | 8     |
| 8     | 20 a 24 | 8     |
| 16    | 15 a 19 | 20    |
| 28    | 10 a 14 | 4     |
| 16    | 5 a 9   | 8     |
| 8     | 0 a 4   | 20    |

## Economia
El 2007 la població en edat de treballar era de 233 persones, 175 eren actives i 58 eren inactives. De les 175 persones actives 167 estaven ocupades (89 homes i 78 dones) i 8 estaven aturades (4 homes i 4 dones). De les 58 persones inactives 20 estaven jubilades, 28 estaven estudiant i 10 estaven classificades com a «altres inactius».

### Ingressos
El 2009 a Pontruet hi havia 127 unitats fiscals que integraven 356,5 persones, la mediana anual d'ingressos fiscals per persona era de 21.084 €.

### Activitats econòmiques
Dels 10 establiments que hi havia el 2007, 1 era d'una empresa extractiva, 1 d'una empresa de construcció, 6 d'empreses de comerç i reparació d'automòbils, 1 d'una empresa de serveis i 1 d'una entitat de l'administració pública.
L'únic servei als particulars que hi havia el 2009 era un paleta.
L'any 2000 a Pontruet hi havia 4 explotacions agrícoles que ocupaven un total de 328 hectàrees.

## Equipaments sanitaris i escolars
El 2009 hi havia una escola maternal integrada dins d'un grup escolar amb les comunes properes formant una escola dispersa.

## Poblacions més properes
El següent diagrama mostra les poblacions més properes.